# أنتوني ويلدينغ
أنتوني ويلدينغ (بالإنجليزية: Anthony Wilding)‏ مواليد 31 أكتوبر 1883 في كرايستشرش - الوفاة 9 مايو 1915 في نيوف شابيل، فرنسا، كان لاعب كرة مضرب نيوزلندي وكان يلعب باليد اليمنى. كما أنه أحد أبطال الجراند سلام. أعلى تصنيف له في الفردي كان المركز الـ 1 في سنة 1911. سبق أن شارك في دورة الألعاب الأولمبية الصيفية.

## بطولات حققها
- بطولة ويمبلدون

## النهائيات

### الفردي
| الحصيلة | السنة | البطولة                    | الأرضية | المنافس           | النتيجة                 |
| ------- | ----- | -------------------------- | ------- | ----------------- | ----------------------- |
| الفوز   | 1906  | البطولات الأسترالاسية 1906 | عشبية   | فرانك فيشر        | 6–0, 6–4, 6–4           |
| الفوز   | 1909  | البطولات الأسترالاسية 1909 | عشبية   | إيرني باركر       | 6–1, 7–5, 6–2           |
| الفوز   | 1910  | ويمبلدون                   | عشبية   | آرثر غور          | 6–4, 7–5, 4–6, 6–2      |
| الفوز   | 1911  | ويمبلدون                   | عشبية   | هربرت روبر باريت  | 6–4, 4–6, 2–6, 6–2 ret. |
| الفوز   | 1912  | ويمبلدون                   | عشبية   | آرثر غور          | 6–4, 6–4, 4–6, 6–4      |
| الفوز   | 1913  | ويمبلدون                   | عشبية   | موريس إي ماكلولين | 8–6, 6–3, 10–8          |
| الوصافة | 1914  | ويمبلدون                   | عشبية   | نورمان بروكس      | 4–6, 4–6, 5–7           |

## الميداليات
| الميدالية | المسابقة                       |
| --------- | ------------------------------ |
| برونزية   | الألعاب الأولمبية الصيفية 1912 |

## وصلات خارجية
- الموقع الرسمي

## روابط خارجية
- أنتوني ويلدينغ على موقع الموسوعة البريطانية (الإنجليزية)

- أنتوني ويلدينغ على موقع رابطة محترفي التنس (الإنجليزية)
- أنتوني ويلدينغ على موقع الاتحاد الدولي لكرة المضرب (الإنجليزية)
- أنتوني ويلدينغ على موقع كأس ديفيز (الإنجليزية)
- أنتوني ويلدينغ على موقع قاعة مشاهير كرة المضرب الدولية (الإنجليزية)
- أنتوني ويلدينغ على موقع خلاصة التنس.كوم (الإنجليزية)
- أنتوني ويلدينغ على موقع اللجنة الأولمبية الدولية (الإنجليزية)
- أنتوني ويلدينغ على موقع أوليمبيديا (الإنجليزية)
- أنتوني ويلدينغ على موقع اللجنة الأولمبية الأسترالية (الإنجليزية)
- أنتوني ويلدينغ على موقع اللجنة الأولمبية النيوزيلندية (الإنجليزية)
- أنتوني ويلدينغ على موقع قاعة نيوزيلندا للمشاهير الرياضية (الإنجليزية)